# جاي جونسون
جاي جونسون (بالإنجليزية: Jay Johnson)‏ هو ممثل أمريكي، ولد في 11 يوليو 1949 في الولايات المتحدة.

## وصلات خارجية
- جاي جونسون على موقع IMDb (الإنجليزية)
- جاي جونسون على موقع قاعدة بيانات برودواي على الإنترنت (الإنجليزية)
- جاي جونسون على موقع قاعدة بيانات الفيلم (الإنجليزية)